# Zelená píce
Zelená píce patří mezi objemová krmiva rostlinného původu. Podle hlavních složek se rozlišuje na sacharidovou, bílkovinnou a polobílkovinnou.

## Sacharidová zelená píce
Hlavními plodinami této kategorie tropů a subtropů jsou kukuřice, slunečnice, čirok a cukrová třtina, dále sem patří proso, mohár, čumíza a súdánská tráva.
- kukuřice setá (Zea mays)
- slunečnice (Helianthus)
- čirok (Sorghum spp.)
- cukrová třtina (Saccharum officinarum)